# Tornhallen
Tornahallen är en sporthall som ligger i Stångby, Sverige och som invigdes 18/10 1983 av Carola Häggkvist. Den utgör hemmaarena för idrottsföreningen Torns IF, och inhyser varje år de bägge begivenheterna Torns konst- och hantverksmässa samt Stångby loppis.